# دي تاغيستسايتونغ
دي تاغيستسايتونغ وتعني الصحيفة اليومية (بالألمانية: Die Tageszeitung) هي صحيفة ألمانية تأسست في عام 1978 في برلين وتعتبر من أهم 7 صحف في ألمانيا.